# الإله الكبير براون
الإله الكبير براون مسرحية للكاتب الأمريكي يوجين أونيل، الحائز على جائزة نوبل في الأدب، عُرضت للمرة الأولى عام 1926. بدأ أونيل في تدوين ملاحظات حول المسرحية في عام 1922، حيث وصفها بأنها "مسرحية الأقنعة – قابلة للإزالة – الرجل الحقيقي والقناع الذي يرتديه أمام العالم"، ، وكتب نص المسرحية بين يناير ومارس 1925. تُعرف المسرحية باستخدامها المميز للأقنعة، وقد تم إدراجها في قائمة أفضل المسرحيات لعامي 1925-1926   التي أعدها بيرنز مانتل. وقد أخرج العرض الأصلي في برودواي المخرج جيمس لايت.

## الحبكة

### االفصل الأول: قناع الحب الأول
تبدأ المسرحية بتقديم شخصيتين رئيسيتين: ديون أنتوني وويليام "بيلي" براون، وهما صديقان منذ الطفولة وأبناء شريكين في شركة معمارية. كلاهما يحب الشابة مارغريت، التي تنجذب إلى ديون، لا لأنه يظهر نفسه بوضوح، بل لأنه يخفي حقيقته وراء قناع ساخر وقاسٍ. هذا القناع هو الذي يُغريها، بينما ديون الحقيقي فنان حساس، هشّ داخليًا، يفتقر للثقة. بعد وفاة والده، يترك ديون العمل ليكرّس نفسه للفن، بينما يبقى بيلي في الشركة، يتقدم بخطى واثقة نحو عالم الأعمال. لكن ديون يفشل في الرسم ويبدأ في الانهيار، بينما يتزوج مارغريت التي لا تفهم طبيعته الحقيقية، فتبدأ العلاقة بالتدهور.

### الفصل الثاني: قناع رجل آخر
يفقد ديون بريقه ويموت في ظروف غامضة، بعد أن انهكته التناقضات بين ذاته وقناعه. بعد وفاته، يقوم بيلي بخطوة صادمة: يأخذ قناع ديون ويرتديه، ليقدم نفسه أمام الجميع - خصوصًا أمام مارغريت - على أنه ديون. هذه الخدعة تنجح إلى حد ما، لأن مارغريت لم تكن تعرف ديون الحقيقي، بل كانت تحب صورته التي أخفاها خلف قناعه. بيلي يعيش بهذا القناع، ويتقمص شخصية رجل لم يكنه أبدًا. ومع الوقت، يصبح عاجزًا عن التمييز بين نفسه وبين الشخصية التي يرتديها. الرجل الحقيقي يختفي، ويحل مكانه مزيج مشوّش من المزيف والمستعار.

### الفصل الثالث: سقوط القناع وانهيار الهوية
بيلي، الذي طالما شعر بالضعف والدونية أمام ديون، ينهار تحت وطأة الشخصية التي سرقها. هويته تتفكك، والضغط النفسي يدمّره. الشخص الوحيد الذي يراه على حقيقته دون قناع هو سيبيل، المرأة البسيطة التي كانت عاهرة في السابق، لكنها الوحيدة القادرة على تقديم الحنان الصادق. في ذروة التوتر، يُكشف أمر بيلي، ويُتهم بانتحال شخصية ديون أنتوني، ويُحكم عليه بالموت. قبل موته، يعترف أنه قتل نفسه منذ اللحظة التي وضع فيها القناع، وأنه لم يعد يعرف من هو، إذ لم يعش يومًا بشخصيته الحقيقية.

### الفصل الأخير: حب القناع لا الإنسان
تمر السنوات وتعود مارغريت للظهور، وهي الآن أرملة تربي أطفالها. تتحدث إليهم عن "الرجل العظيم" ديون الذي أحبته. لكنها في الحقيقة تحب صورة زائفة، رجلًا لم يكن موجودًا إلا في خيالها، وفي قناع ارتداه رجل آخر. في المشهد الأخير، تحمل القناع ذاته وتقبّله، معلنة إخلاصها الأبدي له. هذه النهاية المأساوية تلخّص رسالة أونيل: الناس لا يحبون الآخرين، بل يحبون صورًا وتصورات، ويعيشون خلف أقنعة يخدعون بها أنفسهم والآخرين.

## في وسائل الإعلام الأخرى
تتضمن مسرحية "هو" (Him)، التي كتبها إي. إي. كامينغز عام 1927، محاكاة ساخرة لمسرحية "الإله العظيم براون". ففي الفصل الثاني، المشهد الرابع من مسرحية كامينغز، يظهر شخصان مقنّعان هما ويل (Will) وبيل (Bill)، يتبادلان الهويات. 